# Білопечериця Мозера
Білопечериця Мозера (Leucoagaricus moseri) — гриб роду білопечериця родини печерицеві.

## Біологія виду
Шапинка діаметром 1-3,5 см, тонком'ясиста, спочатку округла, згодом напівкуляста, випукло-розпростерта, з невеликим горбиком, суха, матова, гола, з прямим, злегка борозенчастим, іноді оксамитовим або розтрісканим краєм, білувата, посередині світло-коричнева. Пластинки вільні, з коларіумом шириною 1-2,5 мм, тонкі, густі, спочатку білі, згодом блідо-кремові. Спори 5,7- 7,1×3,6-4,7 мкм, яцеподібно-еліпсоподібні, злегка загострені до основи, з малопомітною порою проростання, гладенькі, тонкостінні, безбарвні, з 1-2 краплями олії. Споровий порошок білий. Ніжка 1,3-3,5×0,3-0,6 см, центральна, циліндрична, суцільна, з бульбоподібно розширеною основою завширшки 1-2 см, з кільцем, над ним біла, нижче — сірувата, волокниста. Кільце посередині ніжки або дещо нижче, приросле, лійкоподібне, звисаюче, згори злегка борозенчасте, знизу гладеньке, 2-3 мм завширшки, біле. М'якуш ватоподібний, білий, на зламі не змінюється або злегка рожевіє, при підсиханні стає блідо-жовтувато-кремовим, без особливого запаху і смаку. Пряжки відсутні. Плодові тіла з'являються в жовтні.

## Господарське та комерційне значення
Ґрунтотвірне. Їстівність невідома.

## Поширення
Особливо широко зустрічається в Україні, довгий час вважався українським ендеміком. Відзначений також в Казахстані і в Ростовській області Росії.

### Поширення в Україні
Лівобережний злаково-лучний Степ (Запорізька область, околиці м. Запоріжжя), Правобережний (Херсонська область, м. Херсон) та Лівобережний (Херсонська область, Олешківський район, Олешківське лісництво) злаковий Степ. За регіонами: Херсонська, Запорізька області. Трапляється поодинці та маленькими групами.

### Умови місцезростання
Росте в парках, дубових лісосмугах, насадженнях білої акації (Robinia pseudoacacia L.); на пісках.

## Загрози, охорона
Занесена до Червоної книги України, природоохоронний статус — рідкісний. Необхідно створити ботанічні заказники в місцезнаходженнях виду та виділити його в чисту культуру.
Також занесений до Червоної книги Ростовської області.